# Богдеско Ілля Трохимович
Ілля́ Трохи́мович Богде́ско (нар. 20 квітня 1923, Бутучани — пом. 29 березня 2010, Санкт-Петербург) — молдовський графік і живописець; член Спілки художників СРСР та Спілки художників Молдавії, член-кореспондент Академії мистецтв СРСР з 1975 року і дійсний член з 1988 року, професор з 1986 року.

## Біографія
Народився 20 квітня 1923 року в селі Бутучанах (тепер Рибницький район, Молдова). У 1938—1941 роках навчався в Кіровському художньому училищі. У 1942 році працював учителем креслення, малювання, російської мови і літературного читання в середній школі села Ніколаєвого Нагорського району Кіровської області. У 1942—1945 роках брав участь у німецько-радянській війні. У 1945—1951 роках навчався на графічному факультеті Ленінградського художнього інституту живопису, скульптури і архітектури імені Іллі Рєпіна у Сергія Присєлкова і Костянтина Рудакова, Генадія Епіфанова. Дипломна робота — ілюстрації до повісті Миколи Гоголя «Сорочинський ярмарок» (Музей Російської академії мистецтв, Санкт-Петербург; керівник Михайло Таранов). У 1952 році працював викладачем в Саратовському художньому училищі.
1953 року жив і працював в Кишиневі. У 1961—1963 роках — головний художник видавництва «Картя Молдовеняскэ». Член КПРС з 1968 року. З 1972 року — секретар правління Спілки художників СРСР і голова правління Спілки художників Молавської РСР (переобирався у 1976 і 1979 роках). Обирався депутатом Верховної Ради Молдавської РСР 9 і 10 скликань. Був членом Головної редакції Молдавської радянської енциклопедії.
З 1992 року жив у Санкт-Петербурзі. Керівник графічної майстерні Російської академії мистецтв з 2002 року. Помер у Санкт-Петербурзі 29 березня 2010 року. Похований на кладовищі Санкт-Петербурзького крематорію.

## Творчість
Автор:
- ілюстрацій до книг:
  - повісті «Сорочинський ярмарок» Миколи Гоголя (туш, перо, пензель, 1951; дипломна робота);
  - «Оповідання і казки» Дмитра Маміна-Сибіряка (1952 і 1957);
  - «Біля багаття» В. Селівестрової (1954);
  - «Сяйво базальтових гір» Федора Кабаріна (1956);
  - поеми «Цигани» Олександра Пушкіна (чорна акварель, 1956);
  - «Фараон» Болеслава Пруса (1958);
  - 4-томної збірки творів Васіле Александрі (1958—1959);
  - роману «Російський ліс» Леоніда Леонова (1961, туш, пензель, перо);
  - народної казки «Гаманець з двома грошами» Йона Крянге (1962 і 1976, туш, пензель);
  - «Ті кого ми любимо — живуть» Віктора Шевелова (1964);
  - молдавської народної балади «Міоріца» (акварель, темпера, 1967 і 1970);
  - балади «Кодрян» (1969);
  - «Вибране» Константина Негруцці (1972);
  - памфлета «Похвала глупоті» Еразма Роттердамського (1975);
  - «Мандри Гуллівера» Джонатана Свіфта (1978);
  - «Дон Кіхот» Мігеля де Сервантеса (33 ілюстрації);
- каліграфічних композицій у різних видах прикладної графіки;

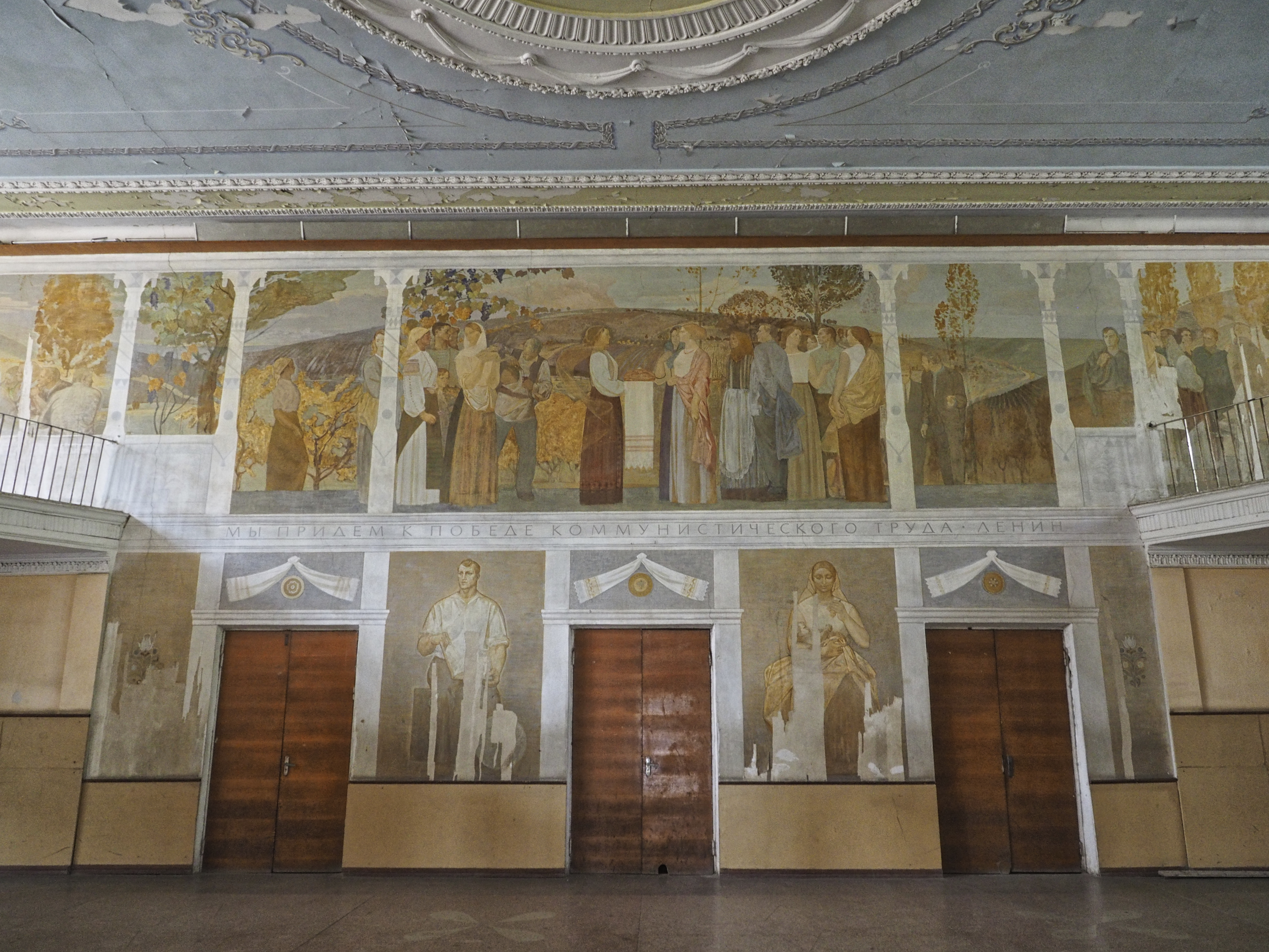
Розпис у Кіцканах.

- монументальнгого розпису «Гостинна Молдавія» в Будинку культури села Кіцкани (1968, у співавторстві з Леонідом Беляєвим)[6].

Разом з художником Оскаром Качаровим написав картини:
- «Дорогами старої Бессарабії» («На заробітки», 1953—1954);
- «Здрастуй, степ!» (1957).

В станковій графіці виконав роботи:
- «Тіні минулого» (1954, серія сатиричних малюнків; чорна акварель);
- серія фестивальних замальовок (1957, картон; Національний музей образотворчого мистецтва Республіки Молдова);
- «На Шостому Всесвітньому…» (1958, акварель, картон, туш);
- «По Китаю» (1958, серія; туш, ксилографія);
- «Мати» (1961, кольорова ліногравюра);
- «Моя Батьківщина» (1961—1963, серія кольорових ліногравюр);
- «Пісня» (1963, кольорова ліногравюра);
- «Сім'я» (1964, картон).

Брав участь у мистецьких виставках з 1942 року. Перша виставка відбулася у місті Кірові, виставлявся в Одесі (1961), Москві (1962). За кордом твори художника експонувалися у Китаї (1954), Болгарії (1960) та інших країнах.

## Відзнаки
- Заслужений діяч мистецтв Молдавської РСР з 1960 року;
- Народний художник СРСР з 1963 року;
- Державна премія Молдавської РСР (1966; за серію ліногравюр «Моя Батьківщина», «Пісня», «Призив», за малюнок «Протест» і ілюстрації до книги Йона Крянге «Гаманець з двома грошами»);
- Золоті медаді Академії мистецтв СРСР (1969; за фреску в Кіцканському будинку культури);
- Золота і бронзова медалі на міжнародних виставках в Лейпцигу і Москві (1973, 1975; за роботи в галузі книжкової графіки);
- Бронзова медаль Міжнародної виставки в Москві «Книга-75» (1975; за ілюстрації і художнє оформлення молдавської балади «Кодрян»)[3];
- Диплом імені Івана Федорова на Всесоюзному конкурсі «Мистецтво книги» (1980; за ілюстрації до роману Джонатана Свіфта «Мандри Гуллівера»)[3];
- Дипломи I, II, III ступеня на всесоюзних конкурсах книги;
- Почесні грамоти Президії Верховної Ради Молдавської РСР;

державні ордени і медалі
- Два ордена Трудового Червоного Прапора;
- Орден Жовтневої революції;
- Орден Республіки Молдови;
- медаль «За трудову доблесть»[3].